# Svend Aage Rask
Svend Aage Rask (Odense, 1935. július 14. – 2020. június 29. vagy előtte) válogatott dán labdarúgó, kapus. 
A dán válogatott tagjaként részt vett az 1964-es Európa-bajnokságon.

## Sikerei, díjai
B 1909
- Dán bajnok (2): 1959, 1964
- Dán kupa (1): 1962